# Sylte-urolighederne
Sylte-urolighederne, også kendt som Hamburg-sylteopstanden, fandt sted i slutningen af juni 1919 i Hamborg. Udløsende faktor var en formodning i befolkningen om, at fordærvede døde dyr blev forarbejdet til sylte og udbudt til salg. Dette udløste selvtægt og demonstrationer, og i den forbindelse blev der affyret skud. I forbindelse med urolighederne blev Reichswehr og Frikorps sat ind i byen.